# Mazda 6
El Mazda 6 o Atenza es un automóvil Sedán  del segmento D producido por el fabricante japonés Mazda desde el año 2002 hasta 2024. El Mazda 6 es el sucesor del Mazda 626 y se fabrica y/o ensambla en China, Japón, Estados Unidos y Tailandia. Hasta abril de 2014 se ensamblaba en Colombia.
El Mazda 6 es un cinco plazas que se ofrece con carrocerías sedán de cuatro puertas, liftback de cinco puertas y familiar de cinco puertas. Tiene motor delantero transversal y tracción delantera o a las cuatro ruedas.

## Primera generación (2004)
La primera generación fue presentada oficialmente en el Salón del Automóvil de Tokio de 2001 y lanzada al público en mayo de 2002. Quedó colocada en segunda posición en el concurso Coche del Año en Europa del año 2003. El Mazda 6 estrenó la plataforma que luego utilizarían el Ford Fusion, Ford Edge y el Mazda CX-9.
El modelo sufrió un importante rediseño en 2006 que introdujo mejoras no presentes en el vehículo fabricado durante el 2002. Entre ellas, cabe destacar la introducción en un único mando de llave y apertura de puertas o de tarjeta inteligente en el nivel de equipamiento "Sportive" de 2.3 litros, luces automáticas en todos los modelos, limpiaparabrisas automático, avisador acústico para los cinturones de seguridad de las tres plazas posteriores, mejor aislamiento acústico de los motores, modificaciones en los amortiguadores, muelles, casquillos y el bastidor, reforzado en algunos puntos, y, en general, más potencia en los motores, tanto diésel como gasolina, con menos consumo de carburante.

### Motorizaciones

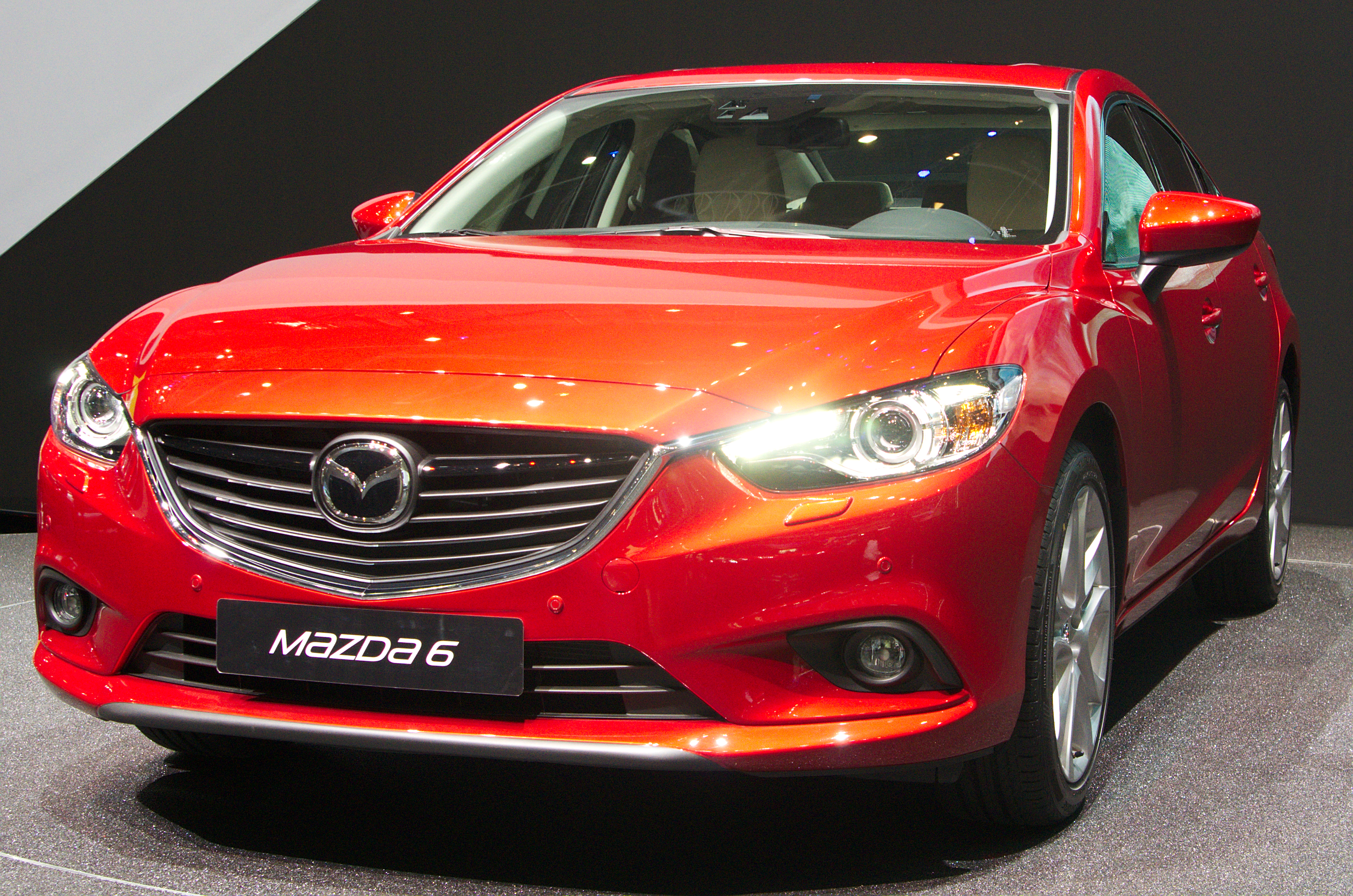
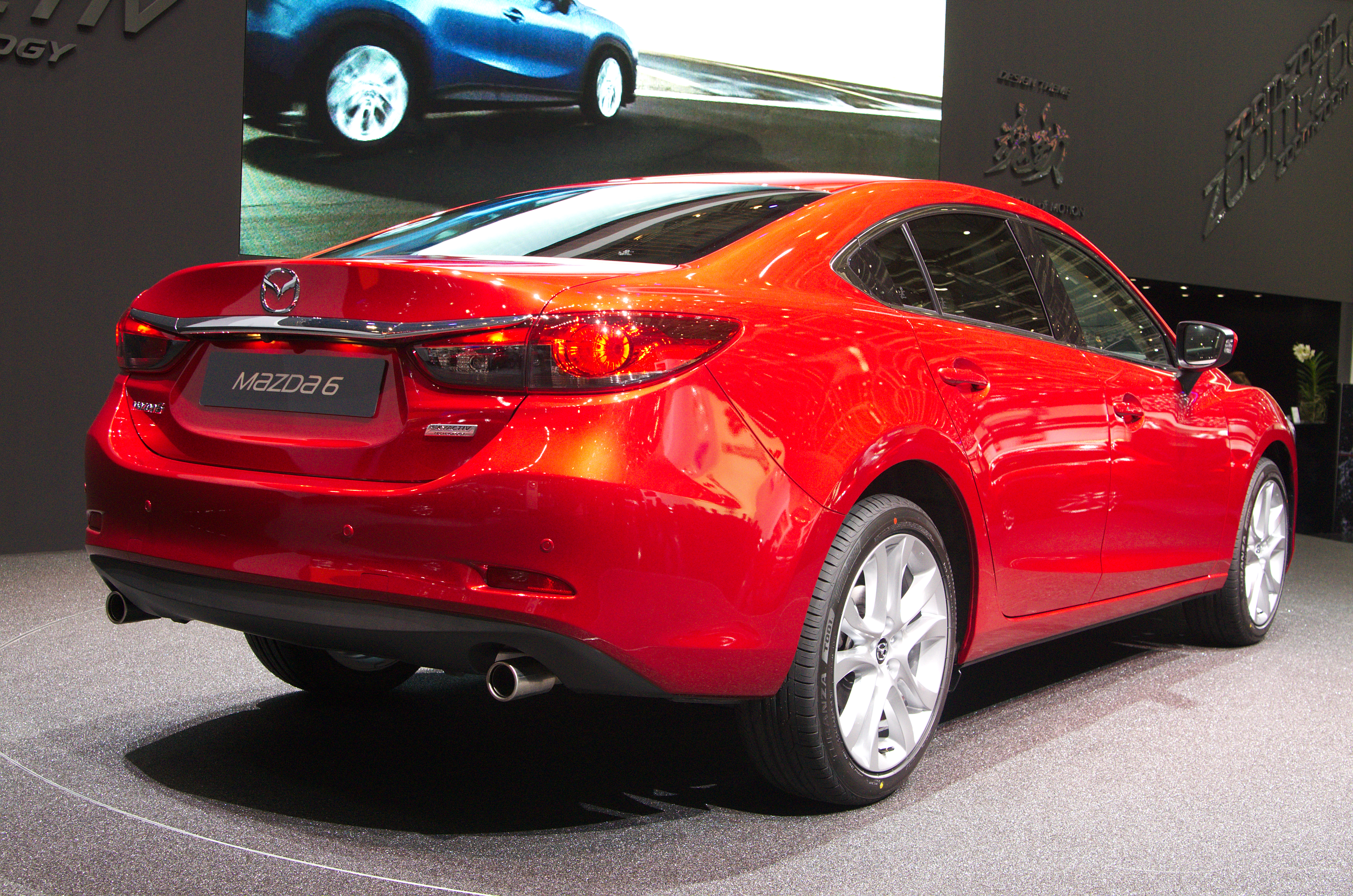
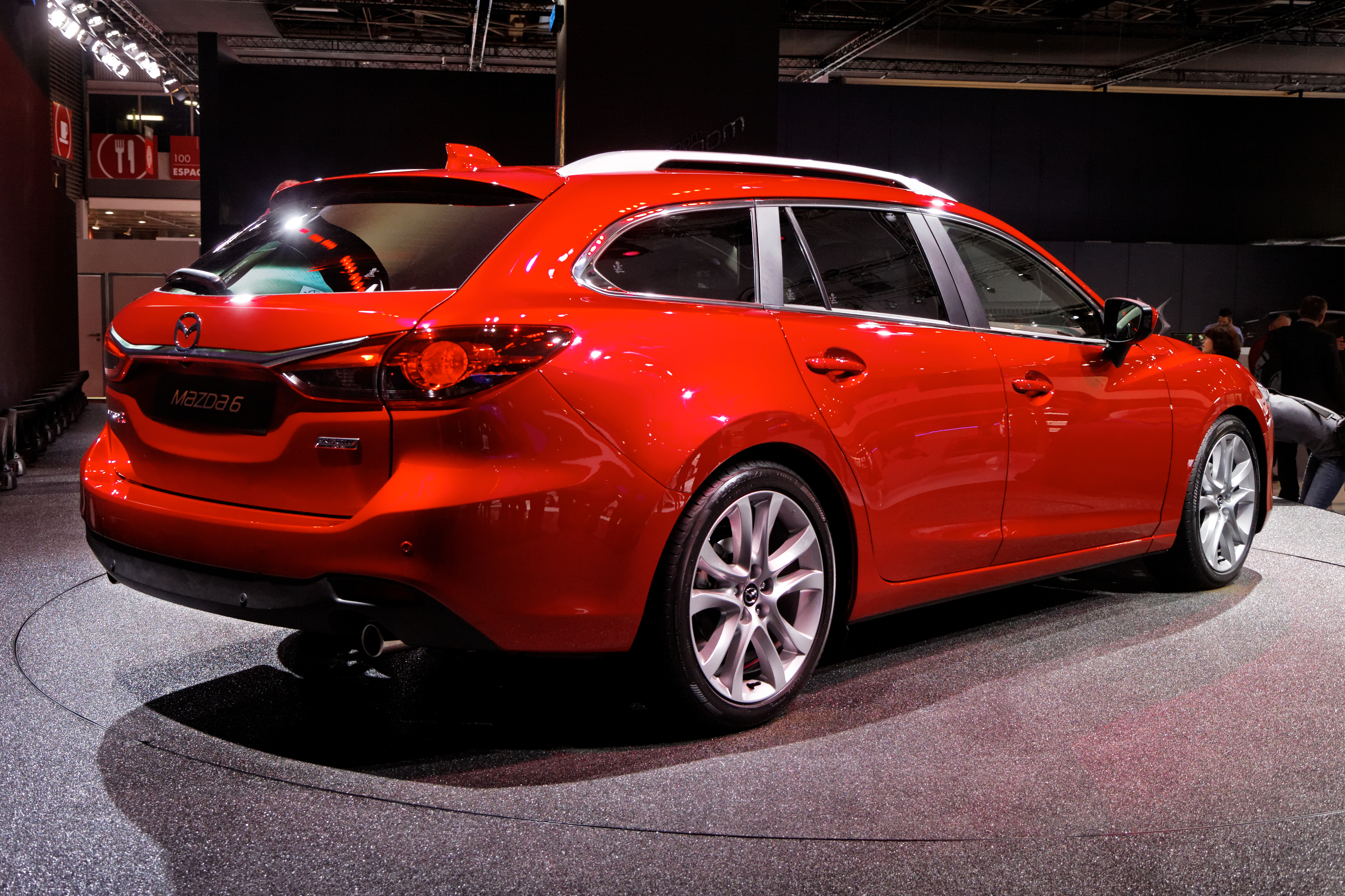

Sus motores gasolina son un 1.8 litros de 120 CV de potencia máxima, un 2.0 litros de 147 CV, un 2.3 litros atmosférico de 166 CV, un 3.0 litros de 200 CV y un 2.3 litros con turbocompresor e intercooler de entre 260 y 275 CV. El diésel tiene 2.0 litros de cilindrada y se ofrece en variantes de 121 o 143 CV, ambas con inyección directa common-rail, turbocompresor de geometría variable e intercooler.
Todos los motores son de cuatro cilindros en línea y cuatro válvulas por cilindro, salvo el 3.0 litros, que es un V6. El gasolina 2.3 turbo está asociado a la tracción a las cuatro ruedas y al nivel de equipamiento Mazdaspeed o MPS, que incluye aspecto exterior diferenciado. Las cajas de cambios pueden ser automáticas de cuatro, cinco o seis relaciones y manuales de cinco o seis marchas.

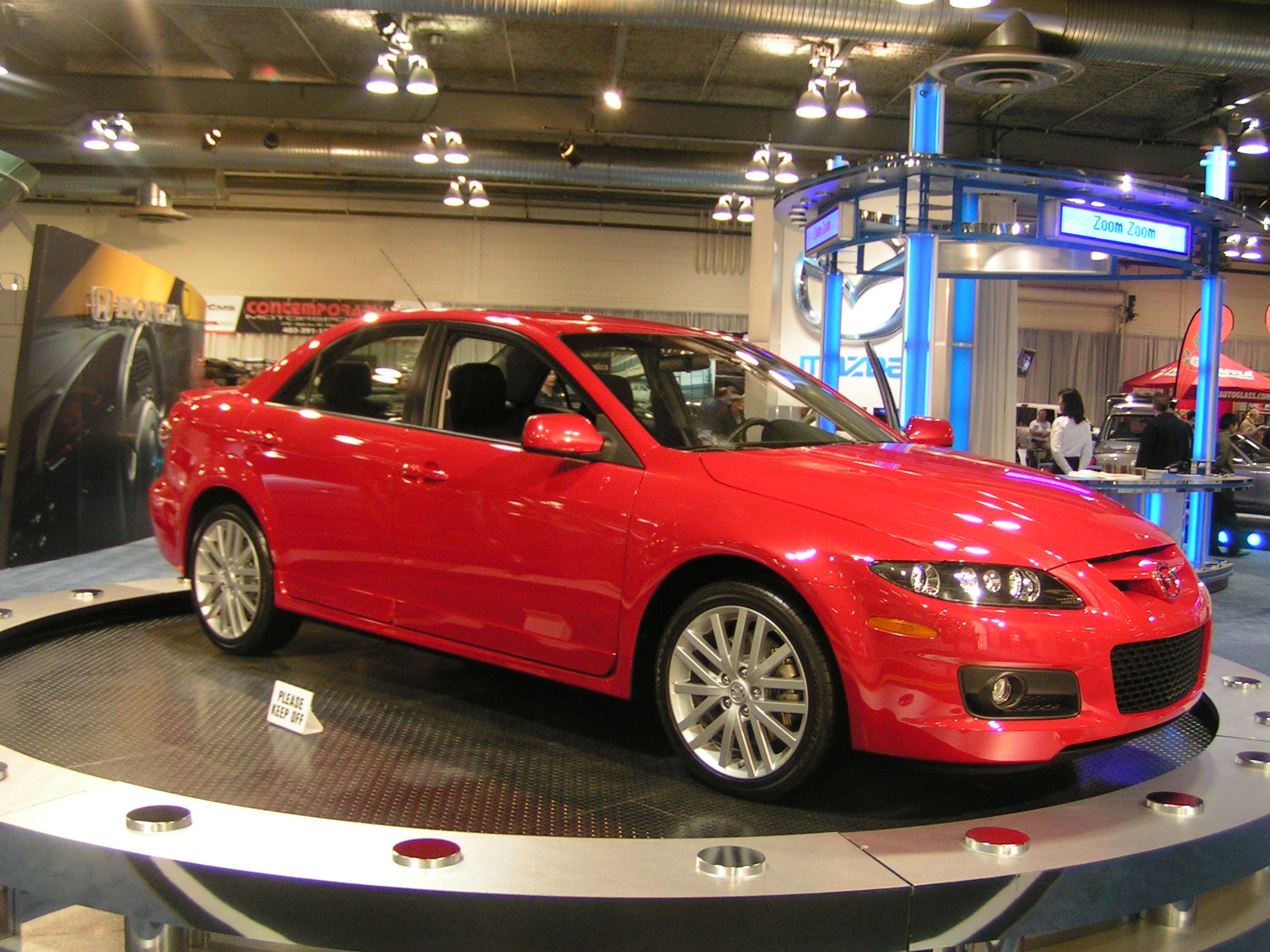
Mazda Mazdaspeed 6
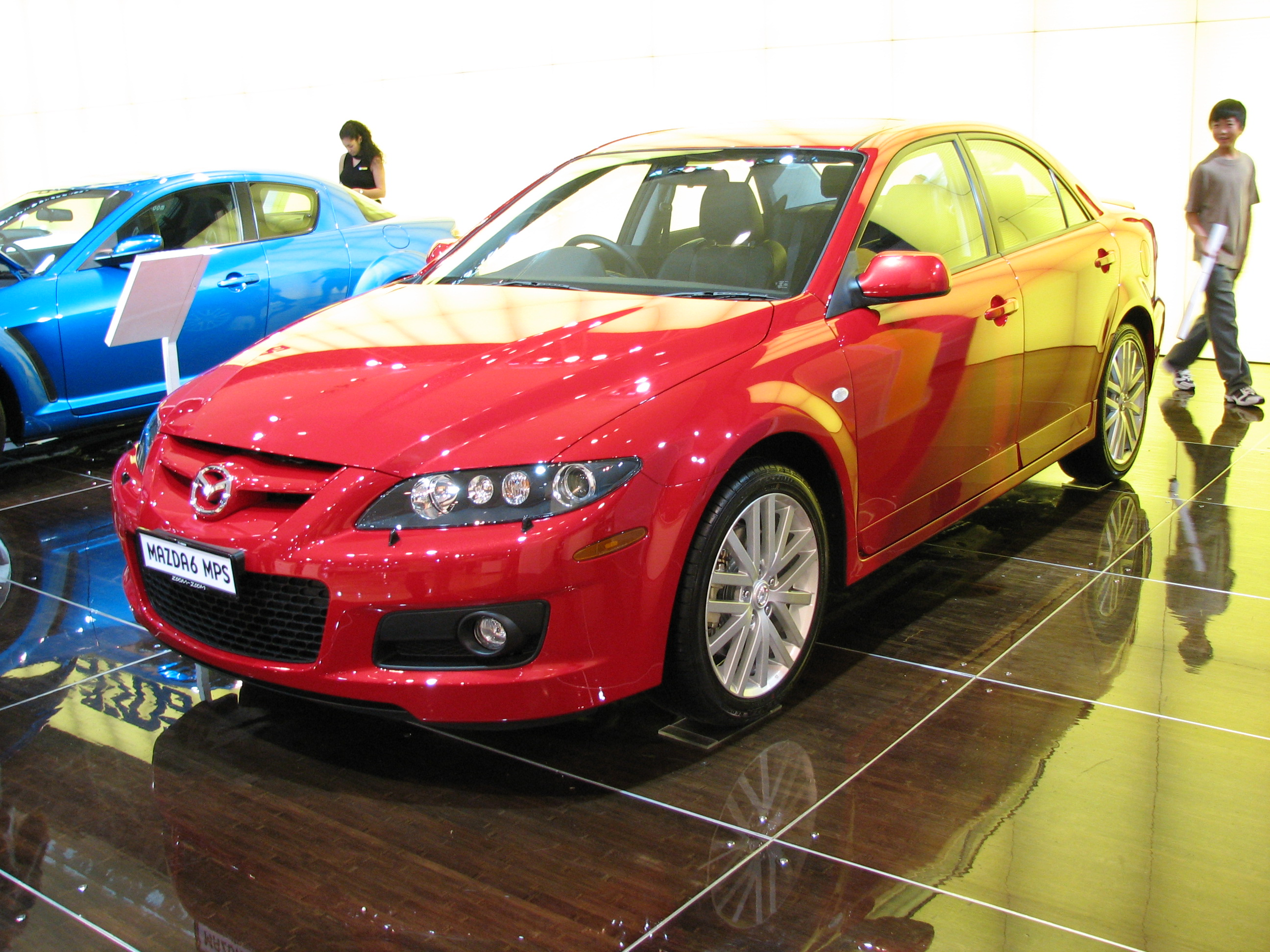
Mazda MPS
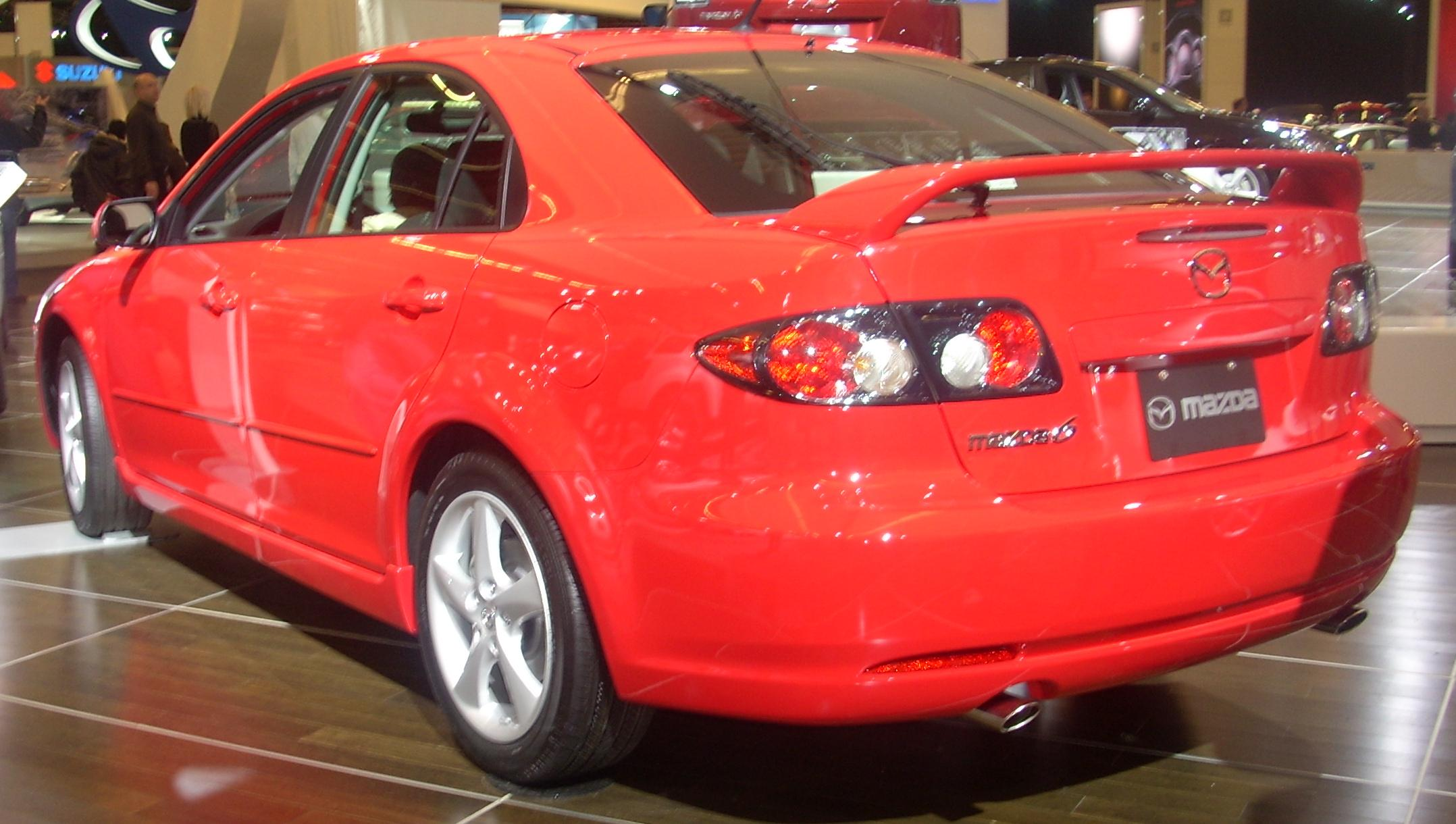
Mazda6 Hatchback

### Motores
| Motor a gasolina                                                                   | Motor a gasolina | Motor a gasolina | Motor a gasolina | Motor a gasolina  | Motor a gasolina | Motor a gasolina |
| Modelo                                                                             | Cilindrada       | Cilindros        | Potencia         | Par motor         | Notas | Fabricación      |
| ---------------------------------------------------------------------------------- | ---------------- | ---------------- | ---------------- | ----------------- | --- | ---------------- |
| 1.8 MZR                                                                            | 1798 cm³         | L4               | 88 kW (120 HP)   | 165 Nm a 4300/min | Transmisión manual de 5 velocidades | 02/2002–08/2007  |
| 2.0 MZR                                                                            | 1999 cm³         | L4               | 104 kW (141 HP)  | 181 Nm a 4100/min | Transmisión automática de 5 velocidades o automática de 4 velocidades Activematic, se ordenó adicionalmente con sistema LPG                 | 02/2002–05/2005  |
| 2.0 MZR                                                                            | 1999 cm³         | L4               | 108 kW (147 HP)  | 184 Nm a 4000/min | Transmisión manual de 6 velocidades o transmisión automática de 5 velocidades Activematic, adicionalmente se ordenó con sistema LPG         | 06/2005–08/2007  |
| 2.3 MZR 4WD                                                                        | 2261 cm³         | L4               | 119 kW (162 HP)  | 205 Nm a 4000/min | Transmisión automática de 5 velocidades Activematic (versión familiar)                                                                      | 11/2002–05/2005  |
| 2.3 MZR                                                                            | 2261 cm³         | L4               | 122 kW (166 HP)  | 207 Nm a 4000/min | Transmisión manual de 5 velocidades (desde 06/2005: caja de cambios de 6 velocidades) o transmisión automática Activematic de 5 velocidades | 02/2002–08/2007  |
| 2.3 MZR-DISI (MPS)                                                                 | 2261 cm³         | L4               | 191 kW (260 HP)  | 380 Nm a 3000/min | Transmisión manual de 6 velocidades (solo Mazda 6 MPS)                                                                                      | 12/2005–08/2007  |
| 3.0 MZI                                                                            | 2967 cm³         | V6               | 162 kW (220 HP)  | 260 Nm a 5000/min | (mercado norteamericano) | 2004–2007        |
| MZR = Mazda Responsive; DISI = Direct Injection Spark Ignition (inyección directa) |                  |                  |                  |                   | |                  |
| Motor a diésel                                                                     |                  |                  |                  |                   | |                  |
| Modelo                                                                             | Cilindrada       | Cilindros        | Potencia         | Par motor         | Notas | Fabricación      |
| 2.0 MZR-CD                                                                         | 1998 cm³         | L4               | 89 kW (121 HP)   | 310 Nm a 2000/min | Transmisión manual de 5 velocidades | 02/2002–05/2005  |
| 2.0 MZR-CD (DPF)                                                                   | 1998 cm³         | L4               | 89 kW (121 HP)   | 320 Nm a 2000/min | Transmisión manual de 6 velocidades, filtro de partículas                                                                                   | 06/2005–08/2007  |
| 2.0 MZR-CD                                                                         | 1998 cm³         | L4               | 100 kW (136 HP)  | 310 Nm a 2000/min | Transmisión manual de 5 velocidades | 02/2002–05/2005  |
| 2.0 MZR-CD (DPF)                                                                   | 1998 cm³         | L4               | 105 kW (143 HP)  | 360 Nm a 2000/min | Transmisión manual de 6 velocidades, filtro de partículas                                                                                   | 06/2005–08/2007  |
| MZR-CD = Mazda Responsive Common-Rail-Dieselmotor                                  |                  |                  |                  |                   | |                  |

## Segunda generación (2007-2013)
La segunda generación del Mazda 6 fue presentada al público en el Salón del Automóvil de Frankfurt de 2007 y puesto a la venta en ese mismo año. El coeficiente aerodinámico es de 0,27 en las versiones sedán y liftback y de 0,28 en la familiar. Se ofrece con cajas de cambios manual de  seis marchas, y automática de seis marchas. La plataforma es una actualización de la usada en la primera generación.

### Motorizaciones
Los cuatro motores iniciales tienen cuatro cilindros en línea y cuatro válvulas por cilindro. Los gasolina son un 1.8 litros de 120 CV, un 2.0 litros de 147 CV, y un 2.5 litros de 170 CV, todos ellos atmosféricos y de inyección indirecta. El diésel es un 2.0 litros de 140 CV, de nuevo con inyección directa common-rail, turbocompresor de geometría variable e intercooler. En 2009 se ha empezado a comercializar con el nuevo motor diésel de 2.2 litros de cilindrada, con tres niveles de potencia: 125, 163 y 185.

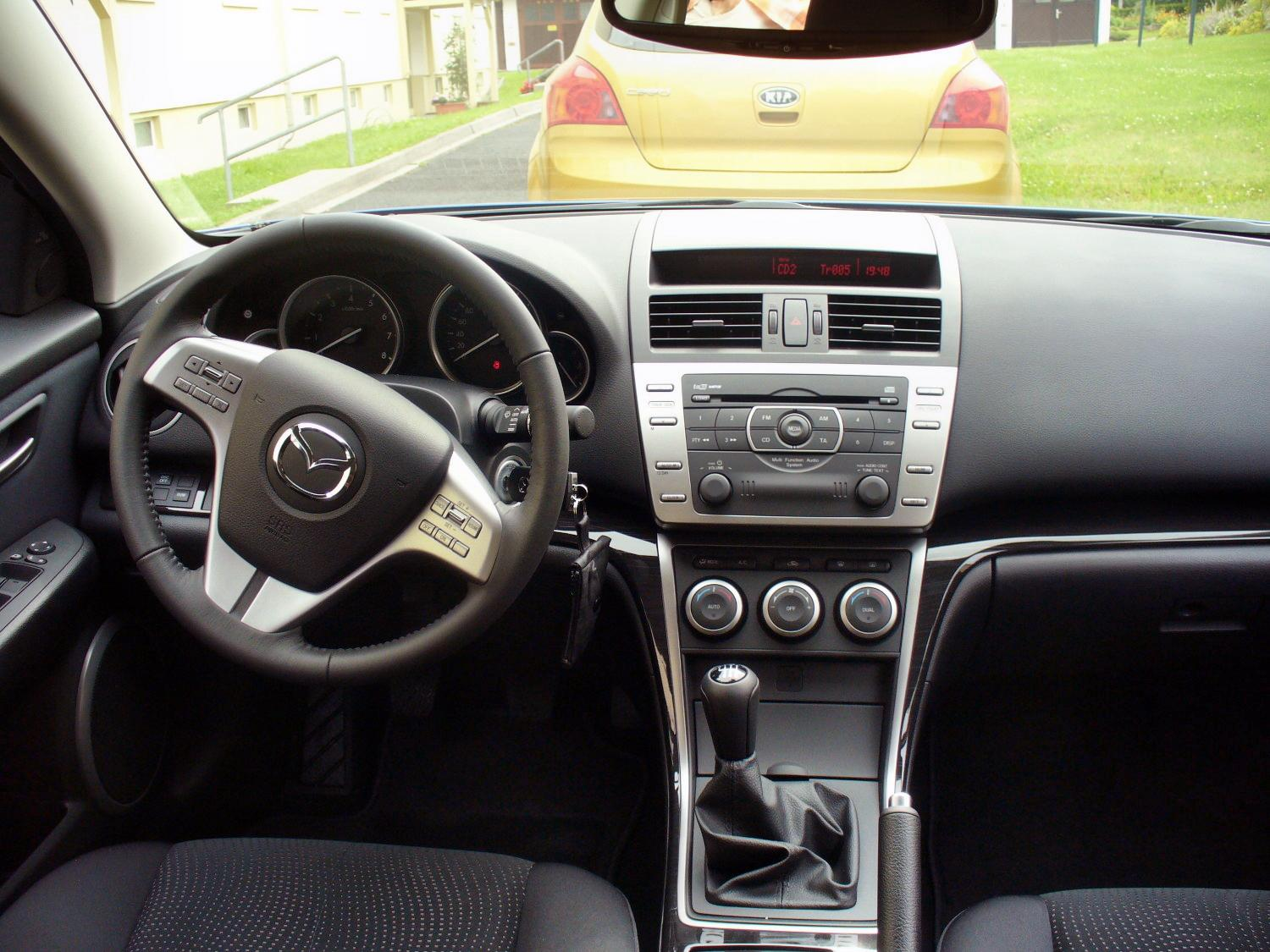
Interior
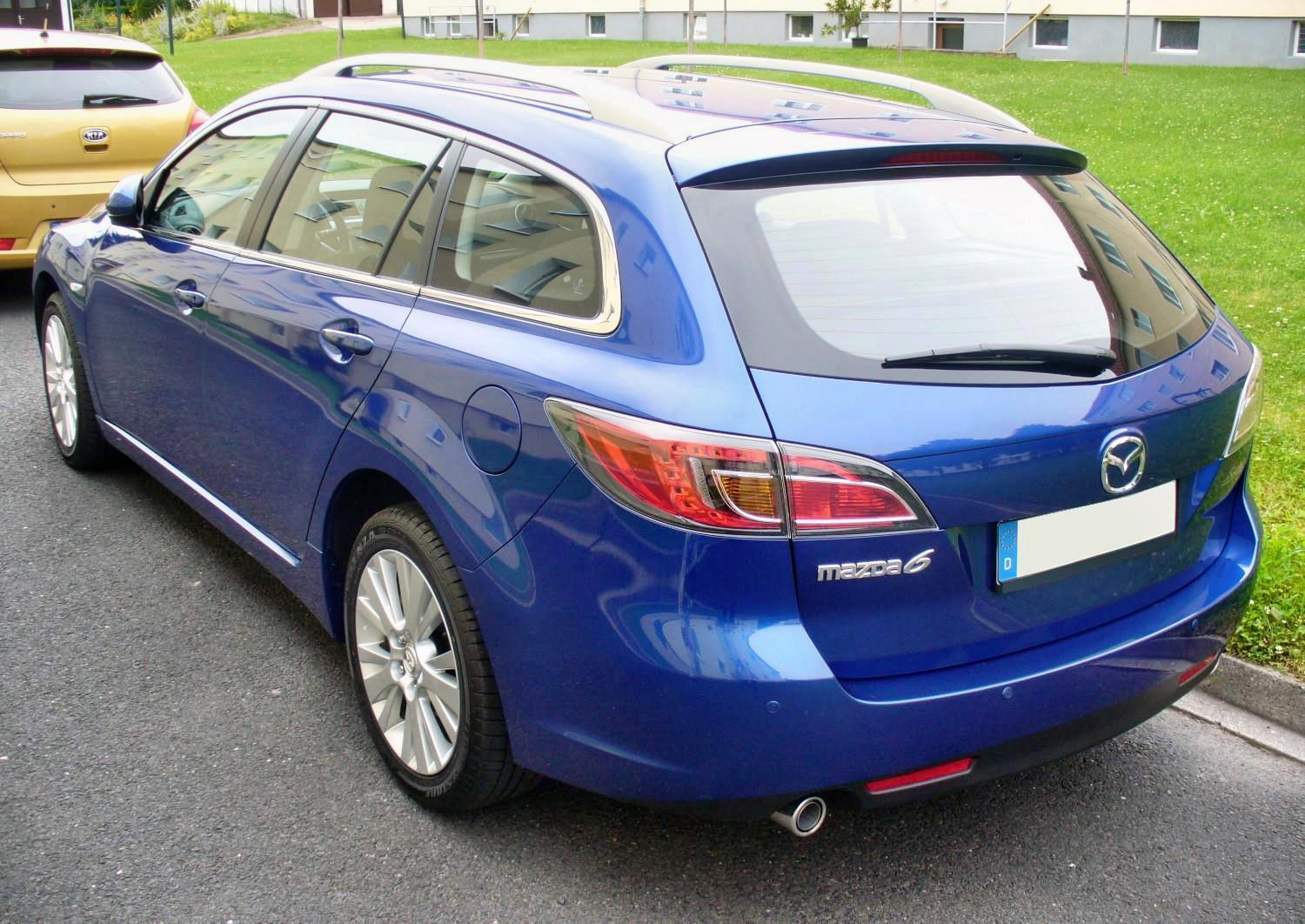
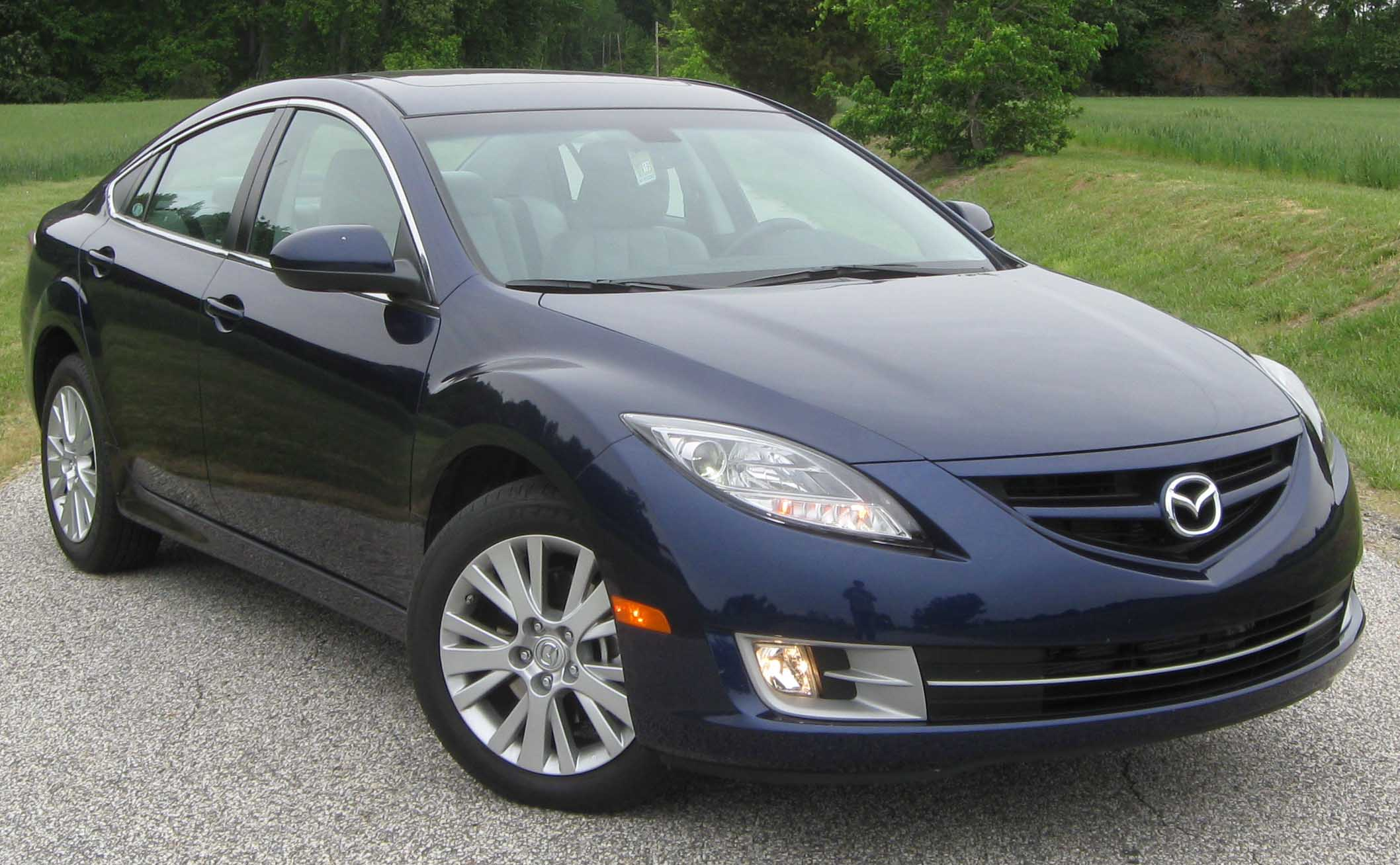
Versión Norteamérica

### Motores
| Motor a gasolina                                               | Motor a gasolina | Motor a gasolina | Motor a gasolina | Motor a gasolina       | Motor a gasolina | Motor a gasolina |
| Modelo                                                         | Cilindrada       | Cilindros        | Potencia         | Par motor              | Notas | Fabricación      |
| -------------------------------------------------------------- | ---------------- | ---------------- | ---------------- | ---------------------- | --- | ---------------- |
| 1.8 MZR                                                        | 1798 cm³         | L4               | 88 kW (120 HP)   | 165 Nm a 4300/min      | Transmisión manual de 5 velocidades                                                                                       | 01/2008–12/2012  |
| 2.0 MZR                                                        | 1999 cm³         | L4               | 108 kW (147 HP)  | 184 Nm a 4000/min      | Transmisión manual de 6 velocidades o transmisión automática de 5 velocidades Activematic                                 | 01/2008–04/2010  |
| 2.0 MZR-DISI                                                   | 1999 cm³         | L4               | 114 kW (155 HP)  | 193 Nm a 4500/min      | Transmisión manual de 6 velocidades o transmisión automática de 5 velocidades Activematic                                 | 04/2010–12/2012  |
| 2.5 MZR                                                        | 2488 cm³         | L4               | 125 kW (170 HP)  | 226 Nm a 4000/min      | Transmisión manual de 6 velocidades (transmisión automática de 5 velocidades solo en el mercado norteamericano y Chileno) | 01/2008–12/2012  |
| 3.7 MZI                                                        | 3721 cm³         | V6               | 203 kW (276 HP)  | 365 Nm a 4250/min      | Transmisión automática de 6 velocidades (mercado norteamericano y árabe solamente)                                        | 01/2008–12/2012  |
| MZR = Mazda Responsive; DISI = Direct Injection Spark Ignition |                  |                  |                  |                        | |                  |
| Motor a diésel                                                 |                  |                  |                  |                        | |                  |
| Modelo                                                         | Cilindrada       | Cilindros        | Potencia         | Par motor              | Notas | Fabricación      |
| 2.0 MZR-CD                                                     | 1998 cm³         | L4               | 103 kW (140 HP)  | 330 Nm a 2000/min      | Transmisión manual de 6 velocidades                                                                                       | 02/2008–11/2008  |
| 2.2 MZR-CD                                                     | 2184 cm³         | L4               | 92 kW (125 HP)   | 310 Nm a 1800–2600/min | Transmisión manual de 6 velocidades                                                                                       | 11/2009–04/2010  |
| 2.2 MZR-CD                                                     | 2184 cm³         | L4               | 95 kW (129 HP)   | 340 Nm a 1800–2600/min | Transmisión manual de 6 velocidades                                                                                       | 04/2010–12/2012  |
| 2.2 MZR-CD                                                     | 2184 cm³         | L4               | 120 kW (163 HP)  | 360 Nm a 1800–3000/min | Transmisión manual de 6 velocidades                                                                                       | 12/2008–12/2012  |
| 2.2 MZR-CD                                                     | 2184 cm³         | L4               | 136 kW (185 HP)  | 400 Nm a 1800–3000/min | Transmisión manual de 6 velocidades                                                                                       | 01/2009–04/2010  |
| 2.2 MZR-CD                                                     | 2184 cm³         | L4               | 132 kW (180 HP)  | 400 Nm a 1800–3000     | Transmisión manual de 6 velocidades                                                                                       | 04/2010–12/2012  |
| MZR-CD = Mazda Responsive Common-Rail-Dieselmotor              |                  |                  |                  |                        | |                  |

## Tercera generación (2013-2024)

### Motores
|                              | 2.0 SKYACTIV-G             | 2.0 SKYACTIV-G                | 2.5 SKYACTIV-G              | 2.2 SKYACTIV-D                | 2.2 SKYACTIV-D                |
| Fabricación                  | Desde 08/2013              | Desde 08/2013                 | Desde 08/2013               | Desde 08/2013                 | Desde 08/2013                 |
| Características del motor    |                            |                               |                             |                               |                               |
| Tipo de motor                | A gasolina L4              | A gasolina L4                 | A gasolina L4               | A diésel L4                   | A diésel L4                   |
| Tipo de inyección            | Inyección directa          | Inyección directa             | Inyección directa           | Common-Rail                   | Common-Rail                   |
| Aspiración                   | –                          | –                             | –                           | Biturbo                       | Biturbo                       |
| Cilindrada                   | 1998 cm³                   | 1998 cm³                      | 2488 cm³                    | 2191 cm³                      | 2191 cm³                      |
| Potencia                     | 107 kW (145 HP) a 6000/min | 121 kW (165 HP) a 6000/min    | 141 kW (192 HP) a 5700/min  | 110 kW (150 HP) a 4500/min    | 129 kW (175 HP) a 4500/min    |
| Par motor                    | 210 Nm a 4000/min          | 210 Nm a 4000/min             | 256 Nm a 3250/min           | 380 Nm a 1800–2600/min        | 420 Nm a 2000/min             |
| Transmisión                  |                            |                               |                             |                               |                               |
| Tracción                     | Delantera                  | Delantera                     | Delantera                   | Delantera                     | Delantera                     |
| Caja de cambios              | Manual de 6 velocidades    | Manual de 6 velocidades       | Automática de 6 velocidades | Manual de 6 velocidades       | Manual de 6 velocidades       |
| Opcional                     | –                          | [Automática de 6 velocidades] | –                           | [Automática de 6 velocidades] | [Automática de 6 velocidades] |
| Especificaciones             |                            |                               |                             |                               |                               |
| Velocidad máxima             | 208 km/h                   | 216 km/h [209 km/h]           | 223 km/h                    | 211 [204 km/h]                | 223 [216 km/h]                |
| Aceleración, 0–100 km/h      | 9,5 s                      | 9,1 s [10,1 s]                | 7,8 s                       | 9,1 s [9,8 s]                 | 7,9 s [8,4 s]                 |
| Consumo a 100 km (combinado) | 5,5 litros                 | 6,0 litros [6,0 litros]       | 6,3 litros                  | 3,9 litros [4,8 litros]       | 4,5 litros [4,8 litros]       |
| Emisión CO2 (combinado)      | 129 g/km                   | 139 g/km [139 g/km]           | 148 g/km                    | 104 g/km [127 g/km]           | 119 g/km [127 g/km]           |
| Norma de emisión europea     | Euro 6                     | Euro 6                        | Euro 6                      | Euro 6                        | Euro 6                        |